# 费雷雷
费雷雷（義大利語：Ferrere），是意大利阿斯蒂省的一个市镇。总面积13.93平方公里，人口1628人，人口密度116.9人/平方公里（2009年）。ISTAT代码为005053。

## 友好城市
- 阿根廷拉·弗朗西亚（西班牙语：La Francia） 1998年
- 義大利普雷达佐 2005年